# Ysberget-Laxtjärnsberget
Ysberget-Laxtjärnsberget este o arie protejată (arie specială de conservare — SAC, sit de importanță comunitară — SCI, arie de protecție specială avifaunistică — SPA) din Suedia întinsă pe o suprafață de 396,3 ha, integral pe uscat.

## Localizare
Centrul sitului Ysberget-Laxtjärnsberget este situat la coordonatele 61°32′49″N 16°38′57″E / 61.5469°N 16.6492°E.

## Înființare
Situl Ysberget-Laxtjärnsberget a fost declarat arie de protecție specială avifaunistică în decembrie 1996 pentru a proteja 10 specii de animale. Alte tipuri de protecție:
- sit de importanță comunitară (în ianuarie 1998)
- arie specială de conservare (în martie 2011)[1][3][4]

## Biodiversitate
Situată în ecoregiunea boreală, aria protejată conține 4 habitate naturale: Lacuri și iazuri distrofice naturale, Mlaștini împădurite, Taiga vestică, Mlaștini turboase de tranziție și turbării mișcătoare.
La baza desemnării sitului se află mai multe specii protejate:
- păsări (9): minunița (Aegolius funereus), cocoșul de mesteacăn (Bonasa bonasia), ciocănitoare neagră (Dryocopus martius), ciuvică (Glaucidium passerinum), ciocănitoare de munte (Picoides tridactylus), ciocănitoare verzuie (Picus canus), huhurezul mic (Strix uralensis), cocoșul de mesteacăn (Tetrao tetrix tetrix),  cocoș de munte (Tetrao urogallus)
- amfibieni (1): triton cu creastă (Triturus cristatus)